# شهرستان شرمن (اورگن)
شهرستان شرمن، اورگن (به انگلیسی: Sherman County, Oregon) شهرستانی در ایالات متحده آمریکا است که در اورگن واقع شده‌است.

## خصوصیات
شهرستان شرمن ۲٬۱۵۲٫۲۹ کیلومترمربع مساحت دارد.